# 津野彩華
津野 彩華（つの あやか、1993年2月25日 - ）は、日本の女子バスケットボール選手である。福岡県出身。日立ハイテク クーガーズ所属。ポジションはガード。

## 人物
精華女子高校から2011年に日立ハイテク入社。

## 経歴
- 直方クラブ - 折尾中 - 精華女子高 - 日立ハイテク（2011年〜）